# Dorota Rutkowska
Dorota Rutkowska z domu Dudek (ur. 24 stycznia 1962 w Skierniewicach) – polska dziennikarka i samorządowiec, od 2006 do 2010 wiceprezydent Skierniewic, posłanka na Sejm VI, VII i VIII kadencji.

## Życiorys
Urodziła się w Skierniewicach, jednak wychowała się w pobliskich Miedniewicach. Z zawodu jest ogrodnikiem, pracowała w przedsiębiorstwie Hortex w Skierniewicach jako instruktor produkcji ogrodniczej, później podjęła pracę dziennikarki w „Wiadomościach Skierniewickich”, następnie zaś zakładała i redagowała skierniewicki dodatek do „Gazety Wyborczej” (do 1998). Po likwidacji dodatku współtworzyła dwa czasopisma skierniewickie: „Puls Skierniewic”, następnie zaś „Głos Skierniewic i Okolicy” – przez trzy lata była redaktorem naczelnym i dziennikarzem ostatniego. W 2008 ukończyła studia socjologiczne na Uniwersytecie Łódzkim.
W wyborach samorządowych w 2002 po raz pierwszy uzyskała mandat radnej Skierniewic z listy Porozumienia Samorządowego „Perspektywa” Andrzeja Charzewskiego. W wyborach w 2006 kandydowała bez powodzenia na urząd prezydenta miasta z rekomendacji Platformy Obywatelskiej, uzyskując w I turze 9,93% głosów. Została radną z listy PO, a następnie zastępcą prezydenta tego miasta Leszka Trębskiego. W wyborach parlamentarnych w 2005 i 2007 bez powodzenia kandydowała do Sejmu.
Po raz trzeci uzyskała mandat radnej Skierniewic w wyborach w 2010, jednak zrezygnowała z niego, deklarując zamiar objęcia mandatu poselskiego za Włodzimierza Kulę. Ślubowanie poselskie złożyła 14 grudnia 2010. W 2011 kandydowała w wyborach parlamentarnych z 3. miejsca na liście komitetu wyborczego Platformy Obywatelskiej w okręgu wyborczym nr 10 w Piotrkowie Trybunalskim i ponownie uzyskała mandat poselski. Oddano na nią 10 268 głosów (3,93% głosów oddanych w okręgu). W 2014 kandydowała na prezydenta Skierniewic, zajmując 3. miejsce spośród 6 kandydatów.
W wyborach w 2015 została ponownie wybrana do Sejmu, otrzymując 10 157 głosów. W Sejmie VIII kadencji została członkinią Komisji Administracji i Spraw Wewnętrznych oraz Komisji Samorządu Terytorialnego i Polityki Regionalnej, pracowała też w Komisji Rolnictwa i Rozwoju Wsi (2016–2017). Bezskutecznie kandydowała w wyborach do Parlamentu Europejskiego w 2019. W wyborach w 2019 nie uzyskała poselskiej reelekcji. W wyborach w 2024 ponownie uzyskała mandat radnej Skierniewic.

## Odznaczenia
- Kawaler Legii Honorowej (Francja, 2015)[13]

## Życie prywatne
Zamężna, ma dwie córki.